# Yernar Yerimbetov
Yernar Saparbekovich Yerimbetov, em russo: Ернар Сапарбекович Еримбетов, (Almaty, 15 de fevereiro de 1980) é um ginasta que compete em provas de ginástica artística pelo Cazaquistão. 
Yerimbetov é o detentor de quinze medalhas conquistadas em etapas da Copa do Mundo, e medalhista de bronze no salto em uma edição dos Jogos Asiáticos.

## Carreira
Yernar iniciou sua carreira competitiva aos dezessete anos, no Campeonato Internacional Júnior, no qual terminou na 24ª colocação geral. Três anos mais tarde, na Bosphorus Cup, foi o medalhista de ouro na barra fixa e de prata no cavalo com alças. Em 2001, na Cottbus International, foi a três finais e subiu ao pódio como segundo colocado na disputa das barras paralelas. Nos Jogos Universitários foi o sexto ranqueado no mesmo aparelho. Estreando em competições de grande porte, disputou o Mundial de Gante, na Bélgica, classificando-se para três finais: no concurso geral, terminou entre os dez primeiros, na sexta posição; no salto foi o quinto e no solo, o sétimo.
Em 2002, estreou na maior competição do continente para a ginástica - os Jogos Asiáticos. Na edição de Busan, na Coreia do Sul, Yerimbetov qualificou-se para cinco das oito finais possíveis. Na primeira delas, por equipes, foi o quinto colocado, em seguida, no concurso geral, atingiu a oitava posição. Nos aparelhos repetiu a mesma colocação, foi quarto no salto, na barra fixa e nas paralelas. Mais tarde, no Mundial de Debrecen, na Hungria, foi à final do salto, na qual terminou em sexto lugar. No ano posterior, participou de outra edição dos Jogos Universitários. Na ocasião, conquistou a medalha de prata no individual geral e as de ouro nas provas do salto e das barras paralelas. Ainda em 2003, participou do Campeonato Mundial de Anaheim, nos Estados Unidos, no qual somou pontos para terminar entre os cinco primeiros, na quarta posição. Qualificado, pôde disputar sua primeira edição olímpica, os Jogos de Atenas, na Grécia. Neles, atingiu a aclassificação para duas finais: individual geral (14º) e paralelas (8º).
Em 2005, somou novas nos Jogos Universitários e em 2006, foi o medalhista de prata na prova do salto nos Jogos de Doha, no Qatar.
Dono de quinze medalhas em etapas de Copa do Mundo, o ginasta afastou-se das competições em 2007, para recuperar-se de uma lesão no ombro. Em 2008, retornou para disputar o Campeonato Asiático e treinar, com intuito de participar dos Jogos de Londres, em 2012.

## Principais resultados
| Ano  | Evento                                    | AA               | Equipe | Solo. | Cavalo com alças. | Argolas.          | Salto sobre o cavalo. | Barras paralelas. | Barra fixa.     |
| ---- | ----------------------------------------- | ---------------- | ------ | ----- | ----------------- | ----------------- | --------------------- | ----------------- | --------------- |
| 2000 | Bosphorus Cup                             |                  |        |       |                   |                   | Medalha de prata      |                   | Medalha de ouro |
| 2001 | Jogos Universitários                      |                  | 8º     |       |                   |                   |                       |                   | 7º              |
| 2002 | Jogos Asiáticos                           | 8º               | 5º     |       |                   |                   | 4º                    | 4º                | 4º              |
| 2003 | Jogos Universitários                      | Medalha de prata | 9º     |       |                   |                   | Medalha de ouro       | Medalha de ouro   |                 |
| 2003 | Campeonato Mundial de Ginástica Artística |                  |        |       |                   |                   | 6º                    |                   |                 |
| 2004 | Jogos Olímpicos                           | 14º              |        |       |                   |                   |                       | 8º                |                 |
| 2005 | Jogos Universitários                      |                  |        | 6º    |                   | Medalha de bronze |                       | Medalha de prata  | 7º              |
| 2005 | Campeonato Mundial de Ginástica Artística | 17º              |        |       |                   |                   |                       |                   |                 |
| 2006 | Jogos Asiáticos                           |                  | 5º     |       |                   |                   | Medalha de bronze     |                   |                 |
| 2006 | Campeonato Mundial de Ginástica Artística |                  |        |       |                   | 4º                |                       |                   |                 |